# Eat The Flesh... And Vomica/Dreams Come True..In Death
Eat The Flesh... And Vomica/Dreams Come True..In Death – split album grup muzycznych Malignant Tumour i Squash Bowels. Wydany został w 1997 roku nakładem Obscene Productions. Utwory Squash Bowels zostały zarejestrowane i zmiksowane latem 1996 roku w Salman Studio. Z kolei utwory formacji Malignant Tumour zostały nagrane i zmiksowane w marcu 1997 roku w Megasound Studio.

## Lista utworów
Opracowano na podstawie materiału źródłowego.

### Malignant Tumour
1. Maggots In Your Flesh (cover Dead Infection) - 01:10
2. Epityphlitis - 01:07
3. Acute Haemorrhagical Necrosis Of Pancreas - 00:44
4. Subacute Endocarditis - 01:06
5. Decubitus - 00:35
6. Mors Praenatalis - 00:52
7. Pemphigus Vulgaris - 00:41
8. Diseases Of Oral Cavities - 00:50
9. No Use... Hatred (cover Agathocles) - 01:20
10. Pertussis - 00:19
11. Diphteria - 00:59
12. Idiopathic Colitis Ulcerosa - 00:38
13. Mucormycosis Of Gastrointestinal Tract - 01:22
14. Parasitical Cysts - 00:23
15. Dysenteria Bacillaris - 01:52
16. Embryopathia - 00:43
17. Purulent Attack, Pathologist Suck - 00:43
18. Reason To Hate!!! - 01:48
19. Necrotic Urocystitis With Ammoniacal Fermentation - 00:14
20. Putrefactive Decomposition... In The Coffin - 01:29
21. Impetigo Contagiosa - 00:19
22. Intravascular Diseminated Coagulate - 00:46
23. Ingrowing Of The Alien Things In The Body - 00:37
24. Pulmonary Collapse - 00:19
25. Go Fucking Nihilist (cover Agathocles) - 01:30
26. Waterhouse - Friderichsen Syndrom - 00:45

### Squash Bowels
1. Intro - 01:27
2. Lustmord - 01:22
3. Tested Creatures - 00:58
4. Regulation People's Fear - 01:08
5. Human Acceleration - 01:20
6. Holy Lies - 01:51
7. A Suspect - 02:06
8. Infanticide - 01:30
9. Pseudo - Faces - 00:41
10. Victims... - 01:27
11. Right To Live - 00:29
12. Life Like A Dream - 01:47
13. More Our Colours - 02:07
14. Deadly Sick - 01:24
15. The Mass Sickening - 02:05
16. Old Things - 01:15
17. Dash Of Life - 00:26